# Dürnbucher Forst
Dürnbucher Forst – obszar wolny administracyjnie (gemeindefreies Gebiet) w Niemczech w kraju związkowym Bawaria, w rejencji Dolna Bawaria, w regionie Ratyzbona, w powiecie Kelheim. Teren jest niezamieszkany.
1 stycznia 2014 z obszaru wydzielono 2,3 km² i włączono do Siegenburga.